# Дагане-Сіях-Дарун
Дагане-Сіях-Дарун (перс. دهنه سياه درون) — село в Ірані, у дегестані Тула-Руд, у Центральному бахші, шагрестані Талеш остану Ґілян. За даними перепису 2006 року, його населення становило 385 осіб, що проживали у складі 80 сімей.

## Клімат
Середня річна температура становить 13,77 °C, середня максимальна – 26,72 °C, а середня мінімальна – -0,87 °C. Середня річна кількість опадів – 730 мм.
| Клімат поселення                              | Клімат поселення | Клімат поселення | Клімат поселення | Клімат поселення | Клімат поселення | Клімат поселення | Клімат поселення | Клімат поселення | Клімат поселення | Клімат поселення | Клімат поселення | Клімат поселення | Клімат поселення |
| Показник                                      | Січ.             | Лют.             | Бер.             | Квіт.            | Трав.            | Черв.            | Лип.             | Серп.            | Вер.             | Жовт.            | Лист.            | Груд.            |                  |
| Середній максимум, °C                         | 9,25             | 10,08            | 12,14            | 17,42            | 21,70            | 24,89            | 26,72            | 26,67            | 22,85            | 20,24            | 15,80            | 11,52            |                  |
| Середня температура, °C                       | 4,19             | 5,03             | 7,08             | 12,36            | 16,63            | 19,84            | 22,78            | 22,74            | 18,90            | 16,29            | 11,84            | 7,55             |                  |
| Середній мінімум, °C                          | −0,87            | −0,04            | 2,03             | 7,29             | 11,57            | 14,78            | 18,81            | 18,78            | 14,95            | 12,33            | 7,90             | 3,62             |                  |
| Норма опадів, мм                              | 67               | 59               | 66               | 56               | 41               | 25               | 10               | 31               | 77               | 117              | 84               | 97               |                  |
| Середньомісячна швидкість вітру, м/с          | 2.28             | 2.40             | 2.40             | 2.37             | 2.30             | 2.49             | 2.61             | 2.40             | 2.09             | 2.04             | 1.91             | 2.00             |                  |
| Середньомісячна сонячна радіація, кДж/м²·день | 6811             | 9154             | 11268            | 15841            | 19951            | 22725            | 23621            | 19992            | 16268            | 11022            | 8447             | 6484             |                  |
| --------------------------------------------- | ---------------- | ---------------- | ---------------- | ---------------- | ---------------- | ---------------- | ---------------- | ---------------- | ---------------- | ---------------- | ---------------- | ---------------- | ---------------- |
| Джерело:                                      |                  |                  |                  |                  |                  |                  |                  |                  |                  |                  |                  |                  |                  |